# Llac Iessik
El llac Iessik (en kazakh Есік көлі, en rus: Иссык oзеро) és un llac del Kazakhstan situat a la Província d'Almati. És alimentat pel riu Iessik.
El llac és conegut sobretot per les circumstàncies de la seva creació. Primera conseqüència d'un lliscament natural de terra bloquejant una vall, destruïda per una altra esllavissada natural de la destrucció d'aquesta presa el 1963, amb una posterior inundació de la ciutat d'Issyk, aleshores va tornar a ser creat i redissenyat per la mà de l'home.